# Taeniura
Taeniura é um gênero de raias da família Dasyatidae.

## Espécies
- Taeniura grabata (É. Geoffroy Saint-Hilaire, 1817)
- Taeniura lymma (Forsskål, 1775)
- Taeniura meyeni (J. P. Müller & Henle, 1841)

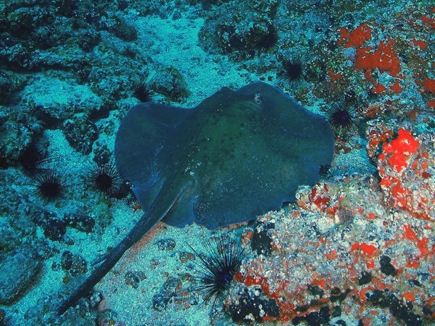
Taeniura grabata
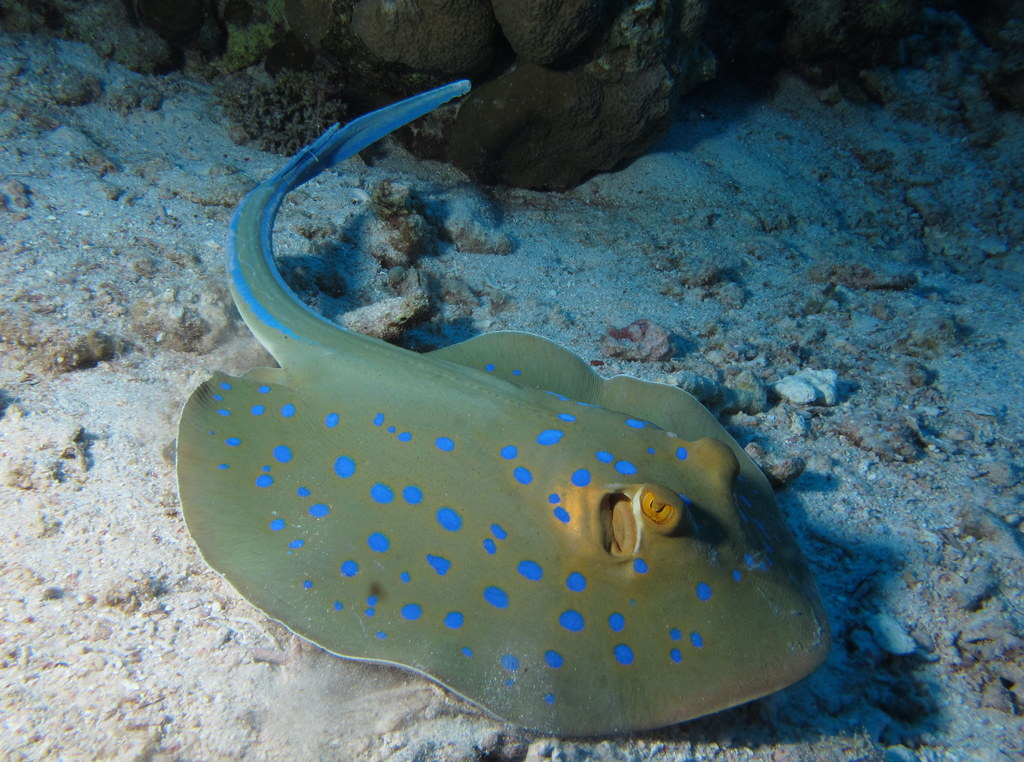
Taeniura lymma
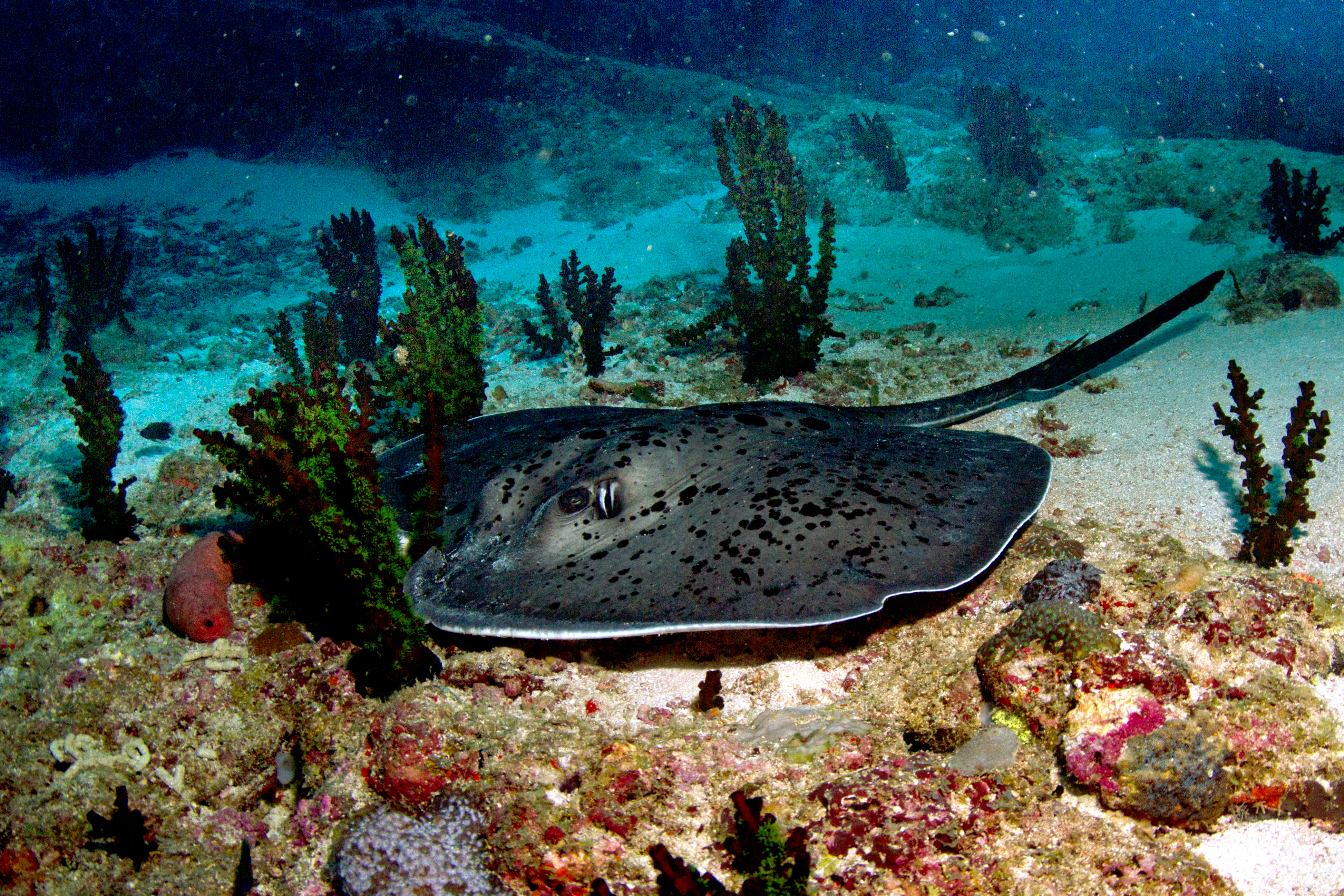
Taeniura meyeni